# Laurent Mbanda
Laurent Mbanda (nascut el 1954) és un bisbe anglicà ruandès. Va ser el bisbe de la diòcesi de Shyira quan va ser elegit el quart arquebisbe i primat de la província de l'Església Anglicana de Ruanda el 17 de gener de 2018, i fou entronitzat el 10 de juny de 2018.

## Carrera eclesiàstica
Va néixer a Ruanda, però va dedicar gran part de la seva infància a Burundi. Es va graduar a la Kenya Highlands Bible College, a Kericho (Kenya), abans de tornar a Burundi, on va ser ordenat sacerdot anglicà. Es va traslladar als Estats Units a l'any 1984, on va completar els estudis per obtenir un Màster a l'Escola de Fuller Seminary's School of World Missions, a Pasadena (Estats Units), un Màster d'Arts en Educació cristiana al Seminari de Denver i un doctorat a la Universitat Internacional de Trinity a Deerfield (Illinois).
Va ser consagrat bisbe de la diòcesi de Shyiria el març de 2010. Va ser escollit com a arquebisbe i primat de la província de l'Església Anglicana de Ruanda el 17 de gener de 2018, entre cinc candidats, durant la reunió de la Casa dels Bisbes a la catedral de Saint Étienne de Kigali, i fou entronitzat el 10 de juny.
Ha estat durant molt de temps partidari de la GAFCON, ja que va assistir a la seva primera reunió a Jerusalem, el juny de 2008. Va participar en la GAFCON III a Jerusalem el 17-22 de juny de 2018.
Va publicar Committed to Conflict: The Destruction of the Church in Rwanda (1997), coescrit amb Steve Wamberg, sobre el genocidi de Ruanda, i la seva autobiografia, From Barefoot to Bishop (2017).

## Visió sobre les relacions església/estat a Ruanda
En el seu llibre Committed to Conflict Mbanda va escriure: 
| « | El model hebraic de la teocràcia, que uniria els líders espirituals amb el poder polític, no es va fer realitat a Ruanda, però va tenir un impacte significatiu en el lideratge polític. Els líders de l'Església a Àfrica i en altres llocs han de tenir cura de no combinar funcions religioses i polítiques. Els líders de l'Església i la missió han de mirar la relació entre l'església i l'estat, ja que aquests poden ser perillosos per a l'Església. A Ruanda han demostrat patrons de manipulació dins de l'Església i l'abús de relacions governamentals per part de l'Església. | » |